# Апостроф
Апостроф [’] је знак интерпункције који се пише у речима које се схватају као окрњене, на местима на којима су у писању изостала слова, а у изговору гласови (у поезији, разговорном језику, дијалекатским записима и сл.): „Јеси л' купио торту?“. Апостроф се пише и при преузимању презимена из матичног језика (обично француског и италијанског), при чему иза њега нема размака: Д'Артањан.